# فریتس فوردرر
فریتس فوردرر (به آلمانی: Fritz Förderer) بازیکن فوتبال و مهاجم اهل آلمان است که از سال ۱۹۰۸ میلادی عضو تیم ملی فوتبال آلمان بوده‌است. وی در ۱۱ بازی ملی حضور داشته است و آخرین بازی ملی خود را در سال ۱۹۱۳ میلادی انجام داد. فریتس فوردرر در بازی‌های ملی‌اش ۱۰ گل به ثمر رساند.